# Коридор Силигури

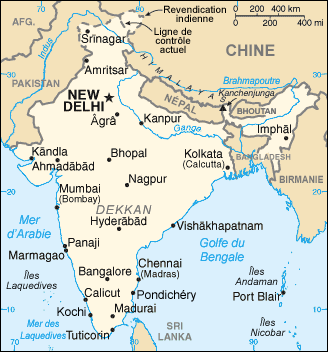
Коридор Силигури на стыке Непала и Бангладеш.

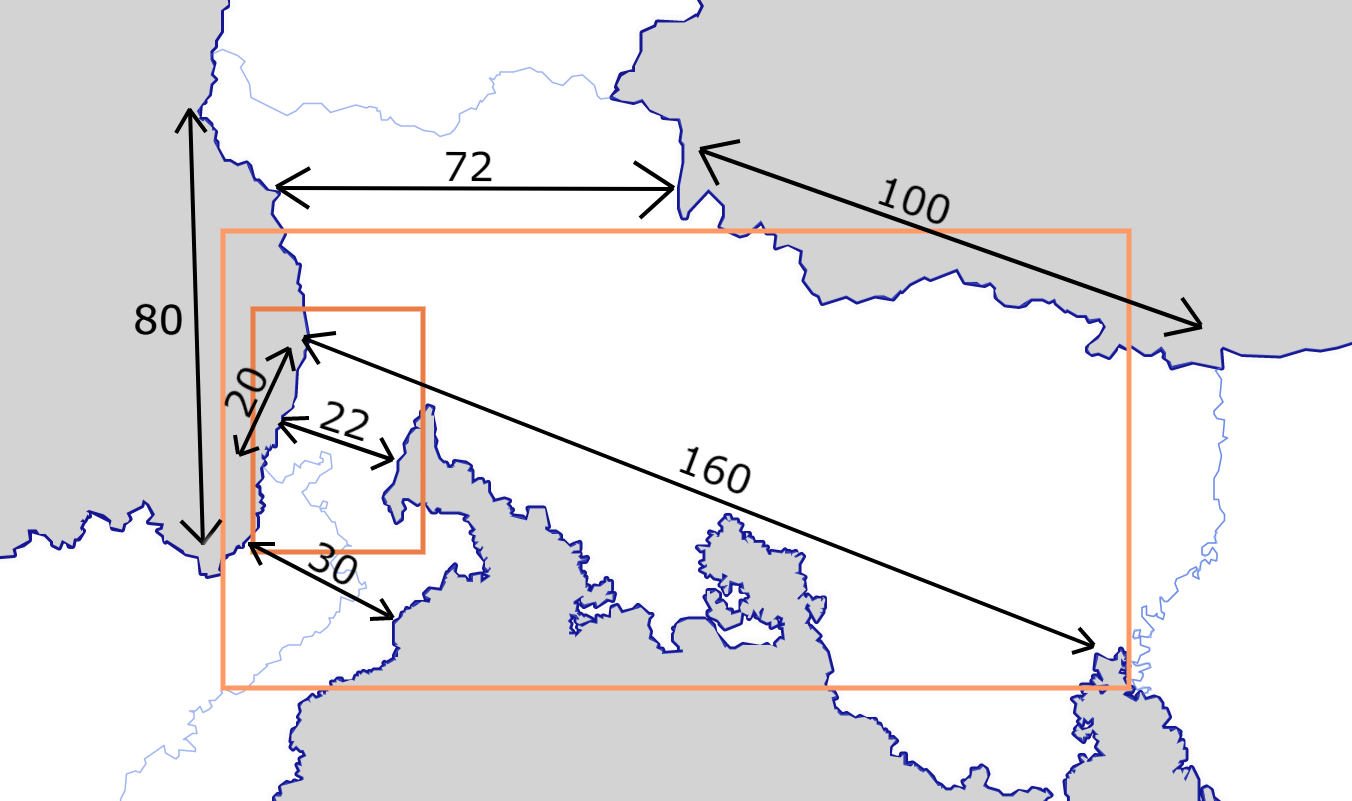
Размеры коридора.

Коридор Силигури, известный также как «Шейка цыплёнка» или «Куриное горлышко» — узкая полоса индийской территории, соединяющая северо-восточные штаты Индии с остальной частью Индии.
Ширина коридора составляет от 21 до 40 километра, на севере проходит граница с Непалом, на юге — с Бангладеш. На территории коридора находится город Силигури — главный транспортный узел, соединяющий основную часть Индии, северо-восточные штаты Индии, Непал и Бутан. Коридор Силигури был создан в 1947 году после раздела Бенгалии между Индийской Республикой и Восточной Бенгалией, которая тогда была частью Пакистана, а позднее стала независимым государствам Бангладеш. Зона усиленно патрулируется армией и спецслужбами Индии. В районе коридора известны случаи незаконных перемещений бангладешских мятежников и непальских повстанцев, а также торговли наркотиками и оружием. В 2002 году между четырьмя странами — Индией, Непалом, Бутаном и Бангладеш — рассмотрен вопрос организации торговли между этими четырьмя странами в зоне коридора без ограничений.